# Jean François Xavier Ferrand
Pour les articles homonymes, voir Ferrand.
Jean François Xavier Ferrand, né à Reims le 6 janvier 1802, décédé le 14 avril 1885 à Reims, était un député et un membre de l'Assemblée constituante de 1848.
Ancien député de la Marne en 1848, ancien contremaître de la filature de textiles Ch. Patriau, fondateur et président de l’association fraternelle des ouvriers de la fabrique de Reims, président de la Société de secours mutuel de Reims. 
Il fut élu en 1848 représentant du peuple, et siégeait à gauche. La rue Ferrand lui est dédiée.
Il est inhumé dans le canton 15 du cimetière du Nord de Reims.

## Source
- « Jean François Xavier Ferrand », dans Adolphe Robert et Gaston Cougny, Dictionnaire des parlementaires français, Edgar Bourloton, 1889-1891 [détail de l’édition]
- Cet article contient des extraits d'un document provenant du site La Vie rémoise qui autorise l'utilisation de son contenu sous licence GFDL.